# Вікові дерева дуба звичайного
Вікові́ дере́ва ду́ба звича́йного — ботанічна пам'ятка природи місцевого значення в Україні. Об'єкт розташований на території міста Обухів Київської області. 
Площа — точковий об'єкт, статус отриманий у 2018 році. Перебуває у віданні: Обухівська міська рада. 
Являє собою 14 вікових дерев з найстаріших екземплярів дуба звичайного віком бл. 200 років, в одного дерева — 350—400 років. Висота дерев пересічно становить 24—28 м, завтовшки 150 см. На висоті 1,3 м дерева мають в обхваті 4,7 м.